# 小日向ゆか
小日向 ゆか（こひなた ゆか、1997年8月26日 - ）は、日本のグラビアアイドル、ファッションモデル、女優。群馬県伊勢崎市出身。CONPASS所属。愛称はゆかっぴぃ。

## 略歴

### モデルへの憧れ、姉との上京かつ同居、Fカップの有村架純
中学生当時からモデルに憧れており、母に内緒でファッション雑誌『Seventeen』のオーディションに応募して最初の審査に通ったが、編集部からの確認の電話に母が出て断るなどの猛反対に遭い、当時はあきらめていた。20歳になると、給料に惹かれてイベントコンパニオンのアルバイトを東京都へ通う形式で始めたが、当時はまだSNSとは無縁だったことからフォロワーもまったくおらず、コスプレなどの華やかな仕事には応募すらできないことからティッシュ配りなどの地味な仕事ばかりだったうえ、当初のイメージとは異なっていたことや周囲が結婚し始めていたこともあり、これからどうしようと迷っていたところ、姉に実家を出てみることを勧められ、若いうちにできることをしようと芸能活動を視野に入れて共に上京し、同居を始めた。
上京してからもしばらくはイベントコンパニオンのアルバイトを続けていたが、SNSを開設して少しずつ華やかな仕事も増えてきたところでカメラマンからの言葉もあり、撮影会に参加させてもらえるようになる。2021年2月19日には、写真週刊誌『FRIDAY』（講談社）同年3月5日号にて表紙に「有村架純にそっくり！ Eカップ超絶美少女」と謳われてグラビアページに掲載され、グラビアアイドルとしてのデビューを果たしたうえ、同年5月9日には有村架純風のメイク姿をTwitterに投稿したことから「Fカップの有村架純」と称されて注目されたほか、ファッション雑誌『Ray』（主婦の友社）同年7・8月合併号への初登場を経て、同誌のウェブモデルにも就任した。さらには、男性向け週刊誌『週刊プレイボーイ』（集英社）や写真週刊誌『FLASH』（光文社）にも続々と掲載されるなど、活躍の幅を広げる。バラエティ番組にも呼ばれるようになり、2021年7月9日には『ヒロミ・指原の“恋のお世話始めました”』（テレビ朝日・ABEMA）にて有村架純似の美貌が司会のヒロミや指原莉乃ら出演者たちを驚かせてSNSでも反響を呼んだほか、9月7日には『踊る!さんま御殿!!』（日本テレビ）にて「『すぐしなくていいことはすぐにしない』をモットーに生きてる」との旨を発言して司会の明石家さんまら出演者たちを驚かせ、やはりSNSでも反響を呼んだ。なお、Instagramのフォロワーはグラビアデビュー時から20万人以上も増えたという。
2021年12月18日には、書泉ブックタワーにて開催された同年11月27日発売の「2022年版カレンダー」（わくわく製作所）の発売記念イベントに登壇し、同カレンダーの制作中には童貞を殺すセーター姿やバニーガール姿の写真などを撮影する際の準備として2日前から断食していたとの旨を明かしたほか、胸の谷間への木漏れ日がハートマークになっている7・8月の写真をお気に入りとして挙げた。

### 書籍としての初写真集、映画の初主演、10代目ミスマリンちゃん
上記の活躍と並行して2022年までにデジタル写真集を多々発表しており、同年9月2日には書籍としての初写真集『はじメェ〜まして。』（徳間書店）を発売した。同写真集は、小日向が横乳や背中を露出した表紙が公開されてAmazon.co.jpにて予約が開始された時点でタレント写真集部門の第3位を記録したほか、発売後の11月17日には電子書籍版がランキングの第1位を記録した。また、オリコン週間BOOKランキングにて9月12日付のジャンル別「写真集」で第5位を記録した。
2022年12月2日には、初主演を務めた映画『はじめてのオーディション』が映画祭「AkibaScreening2022」にてプレミア上映され、小日向もキャストの1人としてトークショーに登壇した。同年12月18日には、12月3日発売の「2023年版カレンダー」（わくわく製作所）の発売イベントに登壇し、明るいブルーの水着姿（5・6月）をお気に入りとして挙げたほか、今年を表す漢字を「左」と明かしたうえ、「左」を分解してヤギの鳴き声「メエ〜」を意味させるという力技を完成させたことを述べ、報道陣から拍手を送られた。
2023年4月18日には、『FLASH』同年5月2日号の表紙と巻頭グラビアを飾ったほか、デジタル写真集『シルエット』が発売された。また、主人公の同僚役を務めるテレビドラマ『王様に捧ぐ薬指』（TBS）の放送が開始された。なお、台詞については自宅にて台本を100回くらい繰り返し読み込むが、覚える際に同じ台詞を何回も言うためにいつも飼いネコが驚いているほか、特に難しいのはその場の流れで会話をつないでおくアドリブだという。
2023年4月29日には、幕張メッセにて開催されたイベント『ニコニコ超会議2023』のステージにあのんや賀村恵都と共に登壇し、パチンコ『海物語シリーズ』（三洋物産）のキャンペーンガール「ミスマリンちゃん」の10代目に共同で就任したことが発表された。同年6月20日には、『FLASH』同年7月4日号の巻頭グラビアを飾ったほか、デジタル写真集『SEXYの向こう側』が発売された。
2023年7月28日には、同年8月4日から紀伊國屋ホールにて公演予定の舞台『熱海殺人事件バトルロイヤル 50's』の稽古に奮闘する姿が報じられた。なお、岡村俊一による稽古については、皆についていけず心が折れて泣いたこともあるが、乗り越えれば自信がつくはずとの旨を明かしている。
2023年8月25日には、群馬県庁前の県民広場にて開催されたeスポーツイベント『eスポーツ酒場』（第3回）にスペシャルゲストとして登壇した。同年11月9日には、『FRIDAY』同年11月24日号にて表紙と巻頭グラビアを飾ると共に、以前から要望していた貝殻ビキニ姿（詳細は#人物を参照）を初披露した。
2023年12月22日には、2024年1月6日（5日深夜）から放送開始予定のテレビドラマ『消せない「私」-復讐の連鎖-』（日本テレビ）に、青嶋みちる役で出演することが発表された。
2024年2月8日には、ヴィレッジヴァンガードとのコラボレーションとして小日向とヤギのイラストをアリムラモハが描き下ろした各種グッズのオンライン販売が、同年2月25日までの期間限定で開始された。

### 2冊目の写真集
2024年2月29日には、『FRIDAY』同年3月15日号の巻中グラビアを飾ったほか、同号付録のミニフォトブックにて先行公開した分も含めて撮影された2冊目の写真集『Soleil』（講談社）が同年5月10日発売予定であることが発表された。同年4月4日には、同写真集に収まりきらなかったカットが同誌4月19日号の巻中グラビアにて公開された。
2024年4月27日・28日には、幕張メッセにて開催された『ニコニコ超会議2024』のステージに10代目ミスマリンちゃんとしてあのんや賀村恵都と共に登壇し、『海物語シリーズ』などの宣伝に勤しんだ。
2024年5月10日には、『FRIDAY』同年5月24日号の表紙と巻頭グラビアを飾ったほか、同日発売の『Soleil』の未発表カットを後者にて10ページに渡って公開した。同年5月11日には、書泉ブックタワーにて開催された同写真集の発売記念イベントに登壇し、黒のランジェリー姿や貝殻ビキニ姿、人生初の手ブラ姿などでセクシーさを前面に押し出した同写真集の仕上がりを、「120点満点」と絶賛した。
2025年2月28日には、ミスマリンちゃんを卒業した。

## 人物
- スリーサイズは、当初は講談社と他社では公表されている内容に相違があり、前者ではデビュー当時が87（Eカップ） - 60 - 90[4]、それ以降は87（Fカップ） - 60 - 90[70]と公表されている[注 12]のに対し、後者では当初から前述の通り87（Fカップ） - 62 - 90と公表されていた[10][25][36][72][注 13]。2023年3月以降は他社でも87（Fカップ） - 60 - 90と公表されるようになっており[6]、カップ数に由来する愛称「Fカップ天使」[42][43][45]や「あざとFカップ美女」[74][75][76]も報じられている。
- 趣味はコスプレ・アニメ鑑賞・パフェを食べること[21][注 14]。
  - コスプレについては、高校生くらいから始めており、最初は『進撃の巨人』のサシャに扮したほか、イベントに出かけるようになってからはワンフェスにて『ラブライブ!』の南ことりを披露したという[77][注 15]。
  - 好きなアニメについては、『日常』[注 16]や『機動戦士ガンダムSEED』シリーズ[21][80][注 17]、『ラブライブ!』シリーズ[77][注 18]などを挙げている。なお、可愛い女の子にデレデレとなる男性的な目線でアニメを見ることがあることから、2022年時点ではキュンキュンするアニメキャラクターの要素をグラビアに際して自分の中に落とし込んでおり、「自分ではあまり自覚していないがエッチ」や「ラッキースケベのようなエッチなシチュエーションが大好き」といった女の子が現実にいたらと妄想しながら撮影されているが、そういった妄想は小学生の頃から沢山しており、妄想するのが普通の世界で生きていたという[85]。
    - 上記のこともあり、何のアニメが好きかを尋ねられて深夜アニメとかマイナーな作品ではなく『ONE PIECE』などと王道過ぎる作品を挙げてくる男性には、結構冷めるという[86][87]。

  - パフェについては、季節のフルーツを使ったものだけでなく、缶詰を使っている純喫茶風のものも全部好きであるという[77]。
- プライベートはインドア派であり、仕事がない日はアニメを見てUber Eatsで太りそうなものを頼んだりしているという[88]。
- 物心ついてまもなくから女体が大好きであり、小学校低学年当時には何気なく女体の絵を描いていたら母に知られ、怒られた[89]。草津にて育ったことからも温泉へ行く機会には恵まれており、母がサウナに入っている間、自分は浴槽にて無意識のうちに色んな女体を観察していた[89]。そういった「本能としか言いようがない」影響もあり、2023年現在では櫻井音乃のことを、彼女の初写真集『Fanfare』（集英社）共々絶賛している[89]。
- 小学生当時は活発な子供だったが、通信制高校進学後は同世代の友人と交流する機会が減り、学業の時間以外のほとんどをアルバイトにあてていた[14]。当時の実家にはWi-Fiもなく、スマホを母と共有していたほどの貧乏寄りであったことからも、アルバイトは3つも4つも掛け持ちしていた[注 19]うえ、後述のグラビアを観ることについても貧乏ゆえに『週刊プレイボーイ』や『ヤングマガジン』などをコンビニエンスストアにて立ち読みしていた[13]。
- 実家ではずっと母や姉と暮らしており（いわゆる母子家庭[16]）、男性がいなかったことからも中学生ぐらいまで男性が苦手だったが、アルバイト先を経るうちに少しずつ苦手ではなくなっていった[91]。なお、互いをライバル視していた母には前述のように芸能活動を猛反対されていたためもあり、普通に仲は良いものの2021年時点では芸能活動を「もっと有名になってから話したい」との思いゆえ、まだ正式に伝えていなかったという[92]。
- 女優の表情や表現力ゆえにそのグラビアを観ることが好きで[12]、特に高校生当時から深田恭子の腰つきに憧れている[93]。また、熊田曜子や谷村奈南、佐野ひなこらのことも、大好きで昔からトキめいていたとして挙げている[13][注 20]。有村架純のことも高校生当時から好きであり、彼女に顔が似ていることについて「恐れ多すぎて恐縮です」と喜びを表している[94][注 21]。なお、2023年2月現在でも有村架純と対面したことはないが、架純の姉の有村藍里とは彼女のアパレルブランドの展示会にて初対面を果たしている[74][95]。
- 幼少期によく遊びに連れていってもらった地元の無料施設が草津の激熱温泉やヤギの放された公園（牧場[89]）だったことから、大のヤギ好きとなった[96]。『はじメェ〜まして。』の撮影に際しては、ヤギとの共演を「契約の条件として譲れません」「（衣装の）布の面積とかギャラの額とかどうでもいいのでヤギに会わせて」などと熱望した結果、それが可能なロケ地として宮古島が選ばれたほどである[22][31][96]。現地へは2022年5月ぐらいに訪れ[97]、子ヤギを餌で釣りながら撮影したほか、同写真集にヤギのソロカットも入れたいあまり、スタッフクレジットのページにねじ込んでもらった[33]。同写真集の発売後の記念イベントでは、自宅からヤギのぬいぐるみ7体のうち3体を持参してテーブルに並べたほか、沖縄県にヤギが多いことを疑問に挙げたところで正直なファンからその理由を返答されて表情を一変させ、「絶対に食べないでね！」と懇願した[98]。なお、同写真集のタイトルは皆への挨拶の「初めまして」とヤギの鳴き声にちなんだものである[99]が、当初は小日向が考えていた中二病的な候補が先述の表紙にはまったく合わなかったために即座に撤回した後、編集に考えてもらった候補から「これだ！」と即決して付けたものである[32]。また、裏表紙はファンにSNSで候補の2つを公開して意見を募り[100]、決めたものである[99]。
  - 上記のこともあり、2023年6月にインタビューで自分の結婚観や仕事観を明かした際には、「結婚するならヤギ好きな人じゃないとダメです」とまで断言している[45][46]。
- 2022年時点では、グラビアに際して脱ぐことを好むあまり「貝殻ビキニをやりたい」とまで話してマネージャーを困らせているが、何でも脱げたら良いというわけではなく、可愛さとエッチさが共存しているグラビアを理想としており、そのためならためらいなく突き詰めたいとの理由を挙げているほか、ファンに毎回新鮮な刺激を届けたく、毎回絶対に楽しんで欲しいためでもあるという[2]。また、2023年時点でも「あざとくてエッチなグラビアが大好き」と公言しているほか、撮影中にはスタッフに「こういう衣装が良い」「こんなシチュエーションもやってみたい」との話をしまくっているという[89]。さらには、撮影に際して「大人の事情としてのNGはあるかもしれないが、個人としてのNGはない」との旨まで公言している[23][注 22]。
- グラビア活動については、開始当初は右も左もわからなかったうえ、恥ずかしさが勝って動けずに全部をスタッフに任せていたが、仕上がりを見て「こうしたらもっといいかも」との考えを繰り返した結果、「こういう動きもいいか」との思いつきで動くようになった[101]。やがて、『はじメェ〜まして。』の撮影に際して「はっちゃけちゃおう」との吹っ切りを経て、自分を出せるようになったことや同写真集への良い評判を知ったことから、それまでの悩みが消えて気持ちが軽くなったという[101]。また、それ以降は撮影でも前述のように自分から内容について話す、積極的にポージングする、全体の構成やシチュエーションを考えるなど、視野が広がったという[23]。
- SNSのフォロワーは、X（旧Twitter）は約26.9万人、Instagramは約32.2万人（2024年2月9日時点）[102]。

## 出演

### CM
- バイク王「あの日の憧れ」篇、「相棒とのお別れ」篇（2021年7月1日 - ）[5][22][103]

### 映画
- はじめてのオーディション（2022年） - 主演・工藤麻美 役[8][104]

### テレビドラマ
- マイファミリー 第1話（2022年4月10日、TBS） - 志保 役[7][22]
- 暴太郎戦隊ドンブラザーズ 第17話（2022年6月26日、テレビ朝日） - 加奈子 役[22][105]
- 王様に捧ぐ薬指（2023年4月18日 - 6月20日、TBS） - 森凛子 役[106][107]
- 消せない「私」-復讐の連鎖-（2024年1月6日 - 3月30日、日本テレビ） - 青嶋みちる 役[54][55]
- くるり〜誰が私と恋をした?〜（2024年4月9日 - 6月18日、TBS） - 今野愛 役[108][109]

### バラエティ番組
- ヒロミ・指原の“恋のお世話始めました”（2021年7月9日[24][25]、12月1日[110][111]、テレビ朝日・ABEMA） - 合コンゲスト
- 踊る!さんま御殿!!（2021年9月7日、日本テレビ） - スタジオゲスト[28]

### インターネット番組
- ニューヨーク恋愛市場（2022年12月6日、ABEMA） - ゲスト[112][113]
- 脳汁じゅ〜す（2024年8月4日 - 、ABEMA） - レギュラー（「10代目ミスマリンちゃん」としてあのんや賀村恵都と共演）[114][115]

### ラジオ
- A&Gリクエストアワー 阿澄佳奈のキミまち!（2021年10月2日 - 2022年3月26日、文化放送） - アシスタント[116]

### 音声配信
- よゐこ有野のノーギャラジオ（2022年11月14日、Radiotalk）[117]

### 舞台
- 佐藤家の人々（2020年12月17日 - 12月21日、Air studio）[118]
- プレイス（2021年2月9日 - 2月15日、Air studio）[119]
- Kiss Me You 〜がんばったシンプー達へ〜（2021年9月15日 - 9月20日、中目黒キンケロ・シアター）[120]
- 熱海殺人事件バトルロイヤル 50's（2023年8月4日 - 8月20日、紀伊國屋ホール） - 婦人警官・水野朋子役[121][122]

### イベント
- Xperia公式生放送 in 東京ゲームショウ2022（2022年9月17日、幕張メッセ） - ゲスト[123]

### カラオケ
- グラカラDX（2023年2月14日 - 、第一興商）[124]

### ウェブ連載コラム
- 小日向ゆかの『あっぷでーと』（2022年12月26日 - 、イード）[78]
- WEEKLY KAIUNSCOPE（2023年8月1日 - 8月29日、ヒステリック・グラマー） - モデル[125][126][127][128][129]
- 小日向ゆか「レジェンド・ポーズ」 〜グラビア界の伝説〜（2023年8月7日 - 、スポーツニッポン新聞社）[注 23]

### キャンペーンガール
- 10代目ミスマリンちゃん（2023年4月29日 - 2025年2月28日、三洋物産） ※あのんや賀村恵都と共同[9][69]
- 60周年イメージモデル（2023年10月2日 - 、ARC）[132][133]

## 書籍

### 写真集
- はじメェ〜まして。（2022年9月2日、徳間書店、撮影：野澤亘伸）ISBN 978-4198655044[134] ※電子書籍版も同時発売[135][136]。
- Soleil（2024年5月10日、講談社、撮影：西田幸樹）ISBN 978-4065345795[137] ※電子書籍版は同年5月31日発売[138][139]。

### デジタル写真集
- 最強のビキニ天使 Vol.1,Vol.2（2021年4月30日、講談社［FRIDAYデジタル写真集］、撮影：西田幸樹）[140][141]
- 人懐っこいカラダ（2021年6月29日、光文社［FLASHデジタル写真集］、撮影：前康輔）[142]
- 濡れて火照る Vol.1,Vol.2,Vol.3（2021年7月16日、講談社［FRIDAYデジタル写真集］、撮影：西田幸樹）[143][144][145]
- 透明カノジョ（2021年9月28日、扶桑社［SPA!デジタル写真集］、撮影：高橋慶佑）[146]
- あの娘が水着をきたら（2021年10月1日、秋田書店［ヤングチャンピオンデジグラ］）[147]
- stay with me（2021年11月8日、白夜書房［BUBKAデジタル写真集］、撮影：髙橋慶佑）[148]
- キラキラ！エチエチ！（2021年12月20日、集英社［週プレ PHOTO BOOK］、撮影：小塚毅之）[149]
- カノジョの部屋（2022年1月25日、光文社［FLASHデジタル写真集］、撮影：桑島智輝）[150]
- 陽だまりのエンジェル（2022年2月10日、徳間書店［アサ芸Secret!デジタル写真集］、撮影：野澤亘伸）[151]
- 日向ぼっこ。（2022年2月28日、白泉社［ハレム］、撮影：唐木貴央）[152]
- 可愛いの天才！ 姉セーラースペシャル（2022年5月2日、徳間書店［アサ芸Secret!デジタル写真集］、撮影：野澤亘伸）[153]
- 甘いカラダ Vol.1,Vol.2,Vol.3（2022年5月27日、講談社［FRIDAYデジタル写真集］、撮影：西田幸樹）[154][155][156]
- アイシッテル？（2022年6月30日、白夜書房［BUBKAデジタル写真集］、撮影：時永大吾）[157]
- 好きです。（2022年7月15日、徳間書店［アサ芸アイドル写真集］、撮影：松田忠雄）[158][注 24]
- カムカム・ゆかバディ 小日向ゆか 1,2,3,4,COVER DX（2022年11月4日、小学館［sabra net e-Book］）[73]
- エチエチの天才（2022年11月21日、集英社［週プレ PHOTO BOOK］、撮影：佐藤佑一）[159][注 25]
- 乾物ちゃん トランスフォーム（2022年11月30日、KADOKAWA［Gテレデジタル！］）[160]
- 理想のカノジョ メガネっ娘ビキニ（2022年12月2日、徳間書店［アサ芸Secret!デジタル写真集］、撮影：野澤亘伸）[161]
- カムカム・ゆかバディ2 小日向ゆか 5,6,DX（2022年12月9日、小学館［sabra net e-Book］）[73]
- マシュマロ曲線美（2023年1月20日、小学館［週刊ポストデジタル写真集］、撮影：岡本武志）[73]
- ムニムニムニむ。〜prologue〜（2023年2月27日、集英社［週プレ PHOTO BOOK］、撮影：小塚毅之）[162]
- spice（2023年3月31日、講談社［FRIDAYデジタル写真集］、撮影：西田幸樹）[163][注 26]
- sugar（2023年3月31日、講談社［FRIDAYデジタル写真集］、撮影：西田幸樹）[167][注 26]
- sugar&spice（2023年3月31日、講談社［FRIDAYデジタル写真集］、撮影：西田幸樹）[168][注 26]
- 甘い誘い。（2023年4月1日、ワン・パブリッシング［BOMBデジタル写真集］、撮影：小塚毅之）[169]
- シルエット（2023年4月18日、光文社［FLASHデジタル写真集］、撮影：矢西誠二）[170]
- 恋色のヴィーナス（2023年5月19日、徳間書店［アサ芸Secret!デジタル写真集］、撮影：原田武尚）[171]
- 恋愛の模範解答（2023年5月19日、徳間書店［アサ芸Secret!デジタル写真集］、撮影：野澤亘伸）[172]
- SEXYバニーとホテル密会（2023年5月22日、講談社［週刊現代デジタル写真集］、撮影：佐藤裕之）[173]
- SEXYの向こう側（2023年6月20日、光文社［FLASHデジタル写真集］、撮影：西條彰仁）[174]
- 生きてるだけで丸もうけ。（2023年6月29日、主婦の友社［STRiKE! DIGITAL PHOTOBOOK 032］、撮影：HIROKAZU）[175]
- World-Famous Pin-Up Girl（2023年7月30日、KADOKAWA［Gテレデジタル！］）[176]
- キミを見続ける夏（2023年8月29日、白泉社［ハレム］、撮影：唐木貴央）[177]
- ひなたに咲く花 小日向ゆか 7,8,9,10,COVER DX（2023年9月1日、小学館［sabra net e-Book］）[73]
- その恋は突然に。（2023年10月1日、ワン・パブリッシング［BOMBデジタル写真集］、撮影：根本好伸）[178]
- ひなたに咲く花 2 小日向ゆか 11,12,DX（2023年10月13日、小学館［sabra net e-Book］）[73]
- 圧倒的カノジョ（2024年5月29日、徳間書店［アサ芸Secret!デジタル写真集］、撮影：野澤亘伸）[179]
- 絶対的カノジョ（2024年5月29日、徳間書店［アサ芸Secret!デジタル写真集］、撮影：野澤亘伸）[180]
- Soleil オール未公開スペシャルEdition vol1,2,3（2024年6月7日、講談社［FRIDAYデジタル写真集］、撮影：西田幸樹）[181][182][183] ※前述の『Soleil』のアザーカット集三部作。
- 愛にまみれて（2024年8月7日、白夜書房［BRODYデジタル写真集］、撮影：田畑竜三郎）[184]
- カクテルを飲んだ後に…（2025年1月31日、扶桑社［SPA!デジタル写真集］、撮影：藤本和典）[185]
- キミはサンシャイン（2025年3月25日、、徳間書店［アサ芸Secret!デジタル写真集］、撮影：岡本武志）[186]

### 雑誌
- Ray（2021年7月 - 、主婦の友社） - 2021年7・8月合併号モデル[20]、ウェブモデル[5][22]

### カレンダー
- 小日向ゆか 2022年版カレンダー（2021年11月27日、わくわく製作所）[29][30]
- 小日向ゆか 2023年版カレンダー（2022年12月3日、わくわく製作所）[40][41]

上記のほか、2022年11月12日に初のトレーディングカードがヒッツより発売される予定だったが、諸般の事情で中止となっている。